# Авиационен спотинг
Авиационен спотинг (на английски: Aircraft spotting – където spot означава да видиш, да опознаеш) е хоби на професионалисти и любители фотографи, които наблюдават, фотографират и регистрират въздухоплавателните средства от различни марки и модели, техните регистрационни номера, принадлежността към авиокомпаниите, различия от всякакъв характер - от конструкцията до цветовата схема с екзотични рекламни оцветявания и наименования. Обект на авиационния спотинг са балони дирижабли, хеликоптери, планери, леки, свърхлеки самолети и такива използвани за транспортни и военни цели. Наблюдението трябва да подчертае и внуши характерните особености на машината.
Наблюдение, регистрация и фотографиране на други транспортни средства се практикува с трейнспотинг – за релсови транспортни средства с разнообразието от локомотиви и вагони и шип-спотинг за наблюдението и регистрацията на кораби.

## Същност на наблюдението
Наблюдението и фотографирането на летателните апарати е съпроводено с много условности и забрани. Грешно е да се смята, че само фотографирането е основната цел на авиационния спотинг. Главното в практикуването на това хоби е да се установи видът на самолета, бордовия и серийния номер, причината за трафика към конкретното летище. В този смисъл се водят и записки или се правят предварителни проучвания за установяване на тези факти. Интересът към самолетите може да включва шума на двигателите, скоростта на излитане или приземяване, марката и модел на самолета, позицията на колесника, механизацията на крилото, която се задейства за излитане или кацане. Всичко това налага да се заеме подходяща позиция, често много близо до летателната полоса, и да се разполага със съответната снимачна фотографска техника, която да позволи снимка на летящ обект със скорост над 200 km/h. Не винаги добра позиция за наблюдение и фотографиране е възможно поради забрана от съображения за сигурност или абсолютна забрана и наказателно преследване за фотографиране на военна техника.
При създаването на фотографии в този жанр, наблюдателят трябва по най-добрия начин да отрази особеностите на самолета – начина на поставяне на крилата – моноплан, биплан или горноплощник, парасол или долноплощник. Възможно е целта на фотографията да следи общия контур на самолета, като се подчертае разположението на крилата спрямо дължината на фюзелажа, тяхната стреловидност, характерна особеност за разположението в план и разположението на двигателите. Разнообразието от разположението на колесника и избраната схема за прибираеми или неприбираеми колела, носово или опашно колело подчертава характерни особености на модела на самолета, неговата товароподемност и начина за експлоатация, дори времето когато е произвеждана такава машина. Видът на опашните плоскости и тяхната разположеност е особено характерен белег за предназначението на самолета. Високо разположените стабилизатори и възможността за наличие на заден товарен отсек са характерен белег за военно-транспортни самолети или такива предназначени за транспортиране на голямогабаритни товари. Един летателен апарат веднага може да бъде оценен по отношение на скоростните му характеристики с акцентиране върху двигателите. Например буталните двигатели със старите въздушни винтове са характерни за бавноходните дирижабли и самолети. Витлата от саблевиден тип са характерни за съвременни тежки самолети и се разбира, че се задвижват от газови турбини. Видът на реактивните двигатели, независимо от размера и типа веднага показват, че това са транспортни средства със скорост близка да тази на звука.
Един самолет може да бъде заснет от различни ъгли като се акцентира върху характерни особености на части от конструкцията. Идентификацията на самолета може да се напрани даже и при допълнително поставено оборудване, което променя силуета на самолета, но е показателно за неговото ново предназначение (например самолетите със система Ауакс).
Наблюдението и регистрацията с фотоапарат и бележник за записки, или създаването на видеоматериал, може да е насочено към отразяването на целия машинен парк на един авиопревозвач, маршрутите и обслужваните линии или избирателно да бъде насочено към екзотично фирмено оцветяване и регистрация.

## Хоби
Авиационният спотинг е хоби, което с разнообразието на действията си заимства много неща от други известни хобита. Интересът на ентусиастите към летателната техника, първоначално води до събиране и изучаване на книги свързани с темата. Любителите са добре организирани, особено сега във времето на Интернет, и провеждат пътешествията на дълги разстояния, за да посетят летище или авиоизложение. Съборите на любители авиоконструктори или пилотите на леки и свръхлеки самолети са авиационни празници и за любителите на спотинга. Посещенията в музейна сбирка, за да се види и фотографира стара легендарна конструкция или останки от необичайна летателна машина е туристическа активност, която може да разшири интересите на любителите и с посещение на други културни, архитектурни и природни дадености, характерни за посетения район. В този случай организацията, пътешествието или туристическото пътуване, създаване и колекциониране на информация и фотоси и тяхното каталогизиране са типични хоби дейности, задоволяващи определени интереси.

## Интереси
Обектът на авиационния спотинг е летателния апарат, но всеки наблюдател търси нещо конкретно, продиктувано от личните му интереси на проучване и колекциониране. Целта може да бъде:
- Да се видят и регистрират колкото се може повече и разнообразни самолети от един производител;
- Да се заснемат най-много самолети от един тип в експлоатация от различни авиокомпании;
- Да се проучи и регистрира самолетния парк на една авиокомпания с нейния трафик, с борд регистрацията, със серийните номера на самолетите;
- Да се заснемат конструктивни особености на летателния апарат по отношение на фюзелаж, крила, оперение, устройства за излитане и кацане, двигатели, пилотска кабина;
- Да се регистрират интересни моменти на полета при излитане или кацане, при полет високо в атмосферата с характерни следи. Целта в зависимост от интереса на наблюдателя може да е момента на приземяване с пушека от гумите, или подчертаването на спуснатите задкрилки и леко вирнатия нос на самолета. Интерес представлява при излитане ъгъла на атака, особено на военните и гражданските самолети с реактивни двигатели;
- Интерес може да представляват логото на граждански самолети. Интерес представляват характерни обозначения на военните самолети за принадлежността им към въоръжените сили на една държава, както и принадлежността им към ескадрила с бордния номер и значки, или персонални обозначения свързани с военния пилот. Тук може да се постави и характерното оцветяване на военния самолет в т. ч. и всякакви камуфлажни оцветявания;
- Екзотични цветови или рекламни схеми.

## Забрани
За наблюдения се определят зони и време за посещения и фотографиране на летищата. Свободният достъп, независимо от добрите намерения е забранен по две причини – от съображения за сигурност на хората и преминаващите машини, и поради опасност от терористични действия. Опасност има за любителите на спотинга, дори и в зоните извън летището, особено в тази която е продължение на летателната полоса, където има мощна струя от газове на излитащите самолети.
Наблюдаването и събирането на информация за полети, трафик и авиокомпании и присъствието в близост до самолетите може да е с цел провеждане на терористичен акт или въздушен вандализъм. Това е още една причина да се ограничава достъпът на любителите.
Фотографирането на военни обекти и самолети може да има много тежки последици за любителите на спотинга. Обикновено неразрешено фотографиране на такива обекти се квалифицира като шпионаж и нарушителите се наказват с цялата строгост на закона.

## Галерия
- Цветови схеми на авиокомпания на Nok Air
- Boeing 737-800
- Излита Boeing 737-400
- Boeing 737-400
- Boeing 737-400
- ATR ATR-72-201
- Boeing 737/8 в Bangkok